# Баркасово (станція)
Барка́сово — проміжна залізнична станція Ужгородської дирекції Львівської залізниці.
Розташована у селі Баркасово Мукачівського району Закарпатської області на лінії Стрий — Батьово між станціями Страбичово (6 км) та Батьово (8 км).

## Історія
Дата відкриття станції наразі не встановлена. Станція була створена на відкритій 1872 року залізниці Чоп — Мукачеве.
Електрифіковано станцію 1962 року у складі залізниці Мукачеве — Чоп. На станції зупиняються лише приміські електропоїзди.